# Compulsion (film, 2013)
Pour plus de détails, voir Fiche technique et Distribution.
Compulsion est un film canadien réalisé par Egidio Coccimiglio, sorti le 21 juin 2013 aux États-Unis. Au Canada, le film est sorti en DVD.

## Synopsis
À New York, un détective de police vient toquer à la porte d'Amy ; il enquête sur la disparition de la voisine de palier de celle-ci, Saffron. Amy se remémore sa rencontre avec elle.
Chef cuisinière rêvant d'avoir son propre show télévisé culinaire, Amy est admirative de sa voisine de palier, Saffron, une ancienne enfant star distante et discrète. Les deux femmes, souffrent de troubles obsessionnels à des degrés différents ; elles vont confronter leurs univers intimes dans une bataille de volontés face à leurs troubles alimentaires et sexuels.

## Fiche technique
- Titre original : Compulsion
- Réalisation : Egidio Coccimiglio
- Scénario : Floyd Byars, d'après le film 301-302 de Cheol-Soo Park
- Décors : Craig Harris, Michelle Lannon
- Costumes : Melissa Stewart
- Photographie : Vilmos Zsigmond
- Montage : D. Gillian Truster
- Musique : Jonathan Goldsmith
- Production : Gary Howsam, Bill Marks
- Société(s) de production : Moonstone entertainment, Rollercoaster entertainment, Vortex words+pictures
- Lieu de tournage : Sault-Sainte-Marie (Ontario) et Toronto (Canada).
- Pays de production : Canada
- Langue originale : anglais
- Genre : drame psychologique, thriller psychologique
- Durée : 84 minutes
- Dates de sortie :
  - États-Unis : 21 juin 2013
  - Corée du Sud : 27 juin 2013

## Distribution
- Heather Graham : Amy
- Carrie-Anne Moss : Saffron
  - Daiva Johnston : Saffron (adolescente)
  - Katie Douglas : Saffron (enfant)
- Kevin Dillon : Fred
- Joe Mantegna : détective Reynolds
- Kate Trotter : Sylvia
- Theresa Joy : Sharon Nelson
- James McGowan : Bob
- Natalie Brown : Rebecca
- Jean Yoon : Leslie
- John Tokatlidis : Lucas
- Gary Vena : Jack

## Autour du film
Compulsion est une reprise du film sud-coréen 301/302, produit et réalisé par Park Chul-soo en 1995.